# Witenagemot
Witenagemot (eller Witan) var en politisk institution i det anglosaxiska England mellan 800-talet och 1000-talet. Namnet witenagemot kommer från gammalengelska för visa mäns möte" (witan, vis man eller rådgivare; gemot, möte eller sammanträde) och var en sammanslutning av rikets mäktigaste män i prästerskapet, bland åldermännen och de ledande tegnerna.
Witan hade sitt ursprung i de germanska möten som sammankallades för att bevittna kunglig förläning. Före Englands enande på 800-talet samlades separata witan i rikena Essex, Kent, Mercia, Northumbria, Sussex och Wessex. Även efter att Wessex blivit den dominerande makten i England och trängde undan de andra kungadömena, hölls lokala witan så sent som fram till 1065. 
De sammankallades av kungen (och senare av regionala earler) och gav råd om rikets administration och organisation och såg över frågor om skatter, rättsväsende samt inrikes och utrikes säkerhet. 
Witan krävdes även för att godkänna kungens tronföljare. Den nye kungen blev den som witan ansåg skulle var mest lämpad att styra riket, vilket nödvändigtvis inte var föregående kungs avkomma. Kungar och earler kunde även avsättas av witan; Sigeberht av Wessex avsattes på detta vis 755, Ethelwald av Northumbria 765.
Witan var i vissa hänseenden parlamentets föregångare, men hade annan makt och vissa större begränsningar, man saknade en fast förfarande, schema eller mötesplats. Kungen på denna tid hade en roll som till viss del påminner om en president. Witan var således en kontrollinstans för den kungliga makten, förhindrande av envälde och kunde styra under mellanperioder.
Witan möttes åtminstone en gång om året och vanligtvis oftare. Det fanns inget säte för det nationella witan; de samlades på minst 116 platser, däribland Amesbury, Cheddar, Gloucester, London och Winchester. Mötesplatsen var i allmänhet på kungliga gods, men somliga hölls i det fria vid framträdande klippor, kullar, ängar och berömda träd.
Det mest kända sammanträdet hölls 5 januari 1066 då man godkände Harald Godwinson som kung efter Edvard Bekännarens död.
Denna organisation avslutades vid normandernas invasion 1066, då witan ersattes med curia regis, eller Kungens råd. Ett tecken på witans kvarvarande arv är dock att curia regis fortsatte att kallas "witan" av historieskrivarna så sent som på 1100-talet.